# Serie CBM-8000

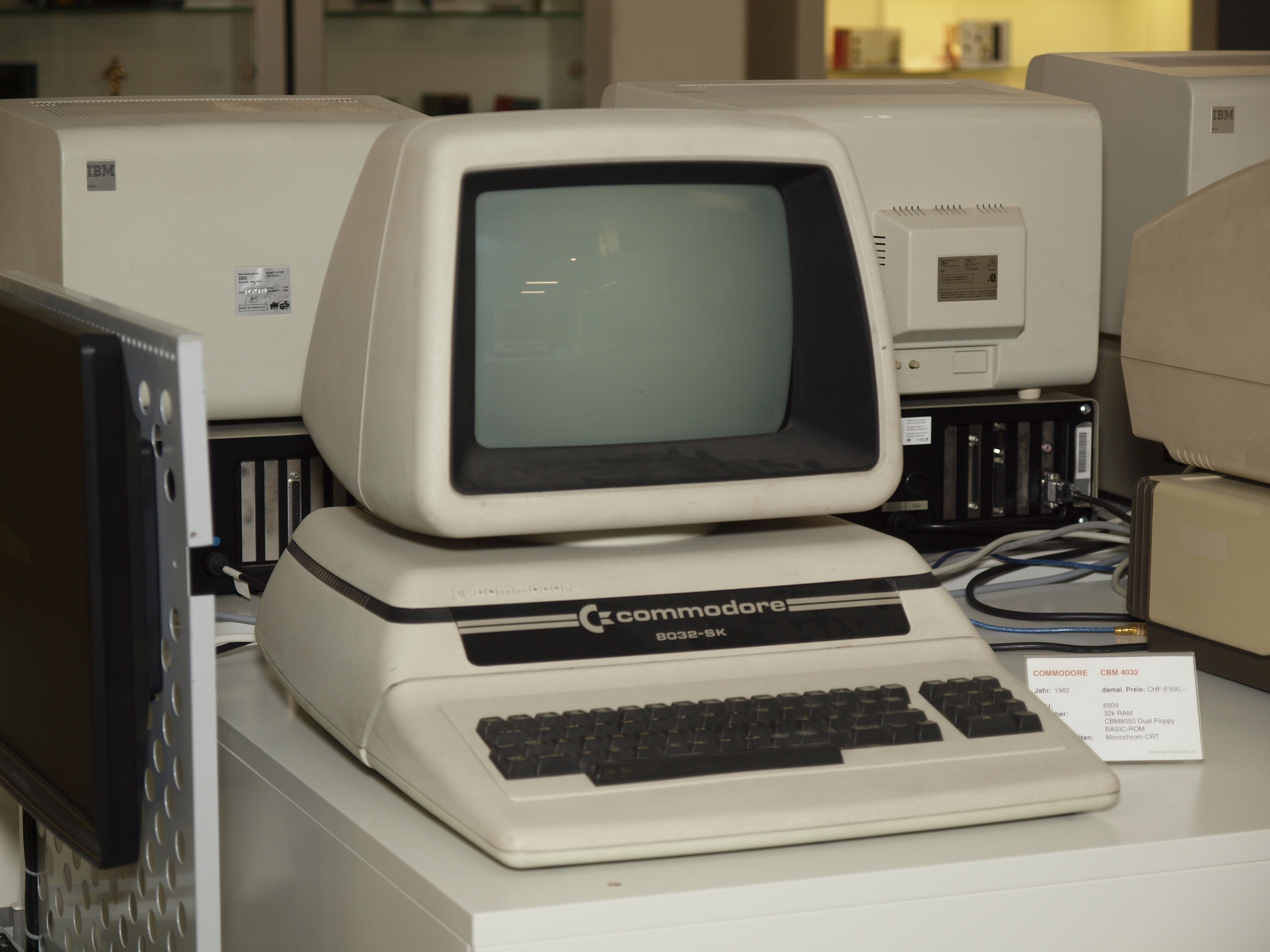
CBM 8032-SK

La CBM (Commodore Business Machines) Serie 8000 de Commodore es una serie de computadoras derivadas de la Serie 4000 (versión FAT), pero con un monitor más grande, de 80 columnas. La CPU era el MOS Technology 6502 con una frecuencia de reloj de 1 MHz. Había un modelo de unidad de disquetes de 5¼ pulgadas, el CBM 8050, con 500 KB de capacidad (más tarde estuvo disponible el CBM 8250 con 1 MB de capacidad) y una impresora bidireccional de 132 caracteres con 160 cps. El software disponible incluía el programa de base de datos Ozz, el procesador de textos Wordpro y la hoja de cálculo VisiCalc. La computadora era programable con Commodore BASIC Versión 4.0, pero también existía la posibilidad de cargar otros lenguajes de programación en la memoria principal y luego programar en éstos; el compilador TCL-Pascal estaba relativamente extendido.

## Periféricos

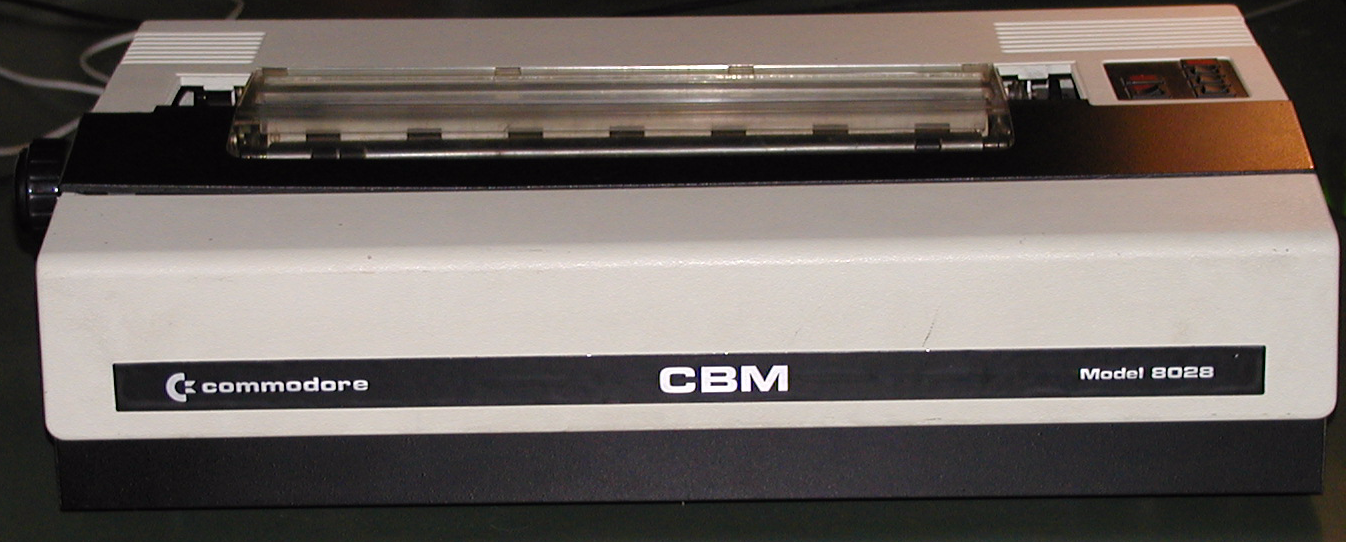
Impresora de margarita CBM 8028

Para esta serie de computadoras había una amplia gama de dispositivos periféricos:
- Unidades de disquete externas CBM 8050 (2 × 500 KB), CBM 8250 (2 × 1 MB), SFD 1001 (1 × 1 MB), que también eran las unidades más antiguas de las series 4000 y 3000 usables; aparentemente, una unidad doble de 8 pulgadas solo estaba disponible como un prototipo interno.
- Datasette
- Impresora de aguja: CBM 4022, CBM 4023, CBM 8023, CBM 8024, MPP 1361
- Impresora de margarita: CBM 8026, CBM 8027, CBM 8028, CBM 8229, excepto CBM 8028/8229 (Robotron) todas compradas como OEM de otros fabricantes (principalmente Olympia)
- Tarjeta gráfica para instalación en la ranura de expansión, estaba equipada con una expansión BASIC en una EPROM, la cual fue integrada en el Commodore BASIC:[2]
  - Versión A con procesador de gráficos vectoriales EF9365 (512 × 512 entrelazado)
  - Versión B con procesador de gráficos vectoriales EF9366 (512 × 256 píxeles)
- Plóter CBM 8075, de Watanabe como OEM
- MBS, sistema multiusuario para compartir dispositivos periféricos con hasta 8 computadoras
- Discos duros de Hübner & Worm de 20 MB con controlador Unix (8" y 5,25")
- Discos duros de Schneider & Koch como sistema multiusuario con controlador en el CBM 8032, hasta 16 computadoras

## Modelos

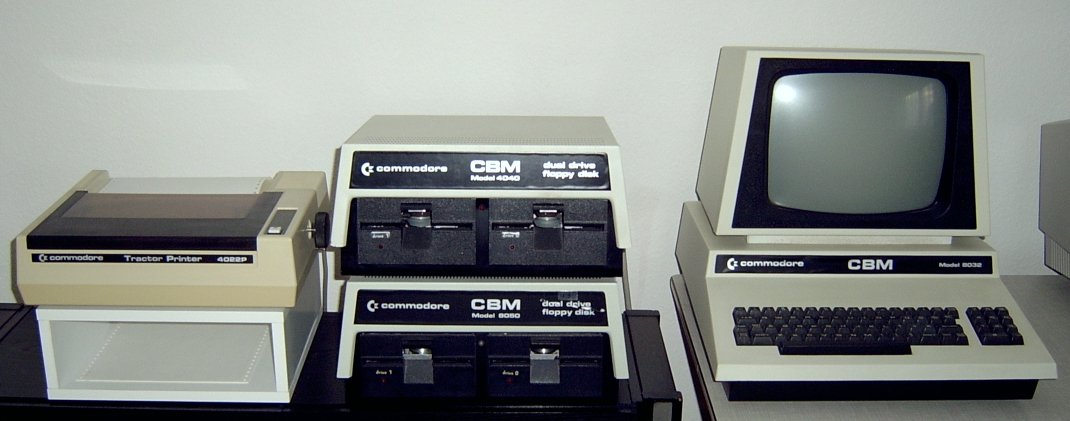
CBM 8032 con periféricos

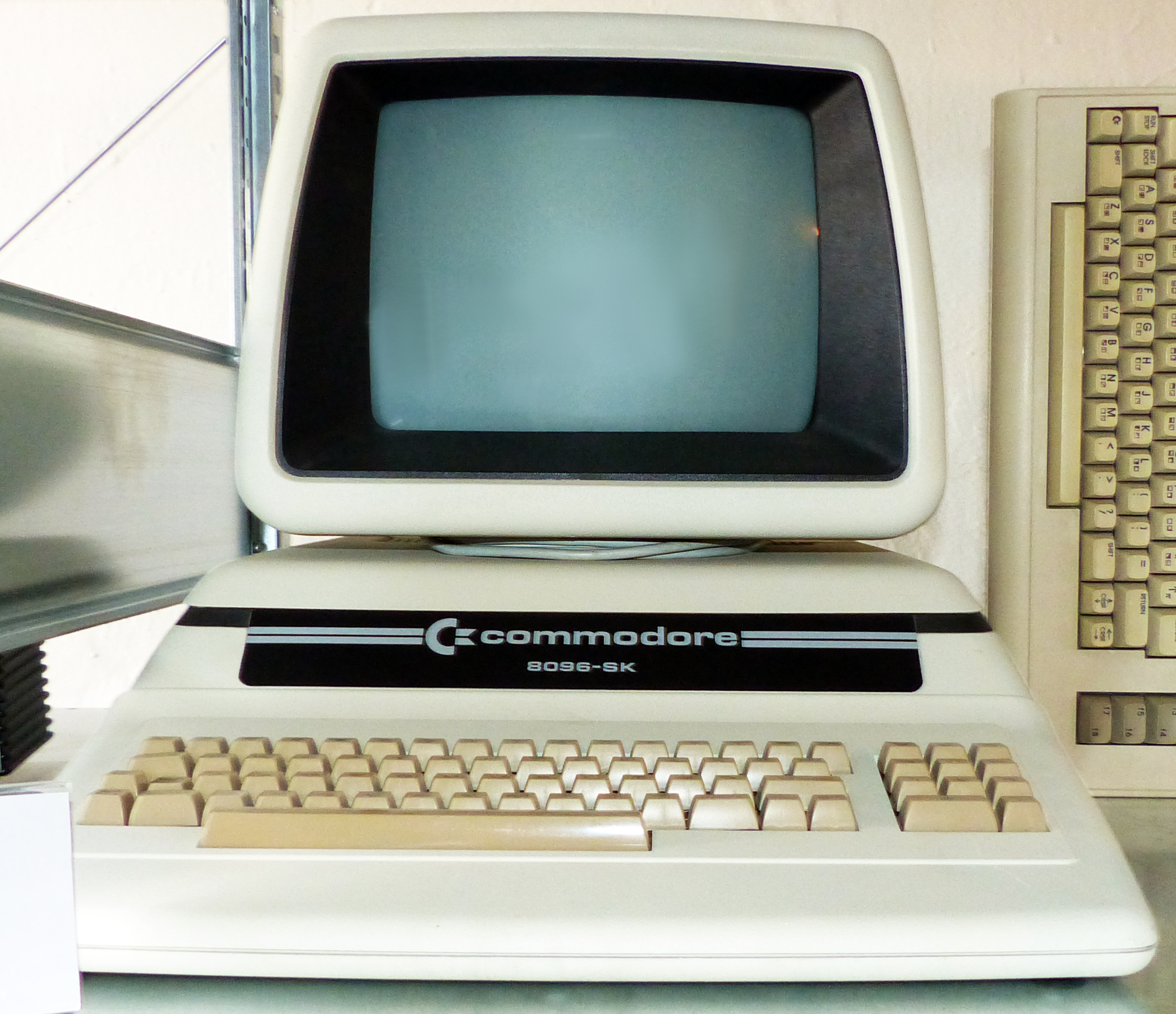
CBM 8096 SK (1980–1985); Technische Sammlungen Dresden

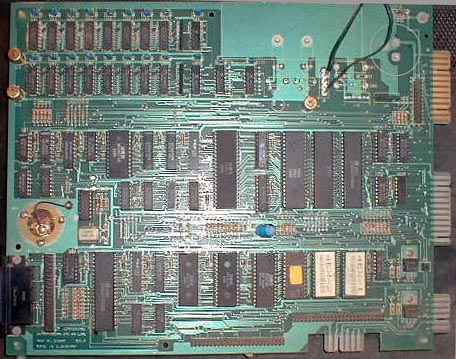
La placa principal de un CBM 8296

Hubo varios modelos de esta serie que se diferenciaban por tener teclado integrado a la carcasa o separable, así como también disquetera interna integrada:
- CBM 8008 – 8 KByte, 80 caracteres, teclado integrado
- CBM 8016 – 16 KByte, 80 caracteres, teclado integrado
- CBM 8032 – 32 KByte, 80 caracteres, teclado integrado
  - CBM 8032-32B – 32 KByte, 80 caracteres, teclado integrado, disquetera interna de 5¼ pulgadas opcional
  - CBM 8032-SK – 32 KByte, 80 caracteres, carcasa ergonómica, teclado separado ("SK" significa teclado separado)
- CBM 8096-SK – 96 KByte, 80 caracteres, teclado integrado, con expansión a 64 KB de RAM
- CBM 8296 - 128 KByte, 80 caracteres, carcasa ergonómica, teclado separado, nueva placa de circuito
  - CBM 8296-D – 128 KByte, 80 caracteres, carcasa ergonómica, teclado separado, nueva placa de circuito, doble unidad de disquetera interna de 5¼ pulgadas
  - CBM 8296-GD – 128 KByte, 80 caracteres, carcasa ergonómica, teclado separado, nueva placa de circuito, doble unidad de disquetera interna de 5¼ pulgadas
- MMF 9000 = CBM 8032 con CPU Motorola 6809 y 64 KB RAM (llamada Super-PET fuera de Europa)

Técnicamente, las versiones del Commodore 64 en las carcasas de la serie 8000 no pertenecen a esta serie:
- CBM 8064 – 64 KByte, 80 caracteres, teclado integrado
- CBM 8064-SK – 64 KByte, 80 caracteres, teclado separado

El 8032 se fabricó en tres diseños de carcasa diferentes: la versión estándar, la versión 32B, que tenía una carcasa más grande en la que se podía instalar una unidad de disquetes, y la versión ergonómica SK, que tenía un monitor giratorio y un teclado desmontable. También había una versión SK del 8064.
A partir del 8096 también se suministró el sistema operativo LOS-96, que a diferencia del Commodore BASIC podía direccionar toda la memoria principal. Para el 8296, que fue un sucesor posterior pero directo, se produjo una versión D que tenía dos unidades de disquetes de media altura (modelo CBM 8250LP) que podían almacenar hasta 1 MB.
El nombre MMF del modelo MMF 9000 significa «Micro Mainframe». La computadora vino con compiladores para Pascal y otros lenguajes más avanzados, pero fue extremadamente lenta y económicamente infructuosa.
Debido a su popularidad, la serie 8000 se produjo hasta mediados de la década de 1980 y parte de ella está disponible y todavía se utiliza en algunas empresas en la actualidad. Antes que el IBM-PC dominara el mercado, Commodore era el líder con estos equipos en Alemania y en algunos otros países más, en aplicaciones de oficina comercial y, gracias al bus IEEE-488, también en automatización de producción y en las universidades, para procesamiento de números, así como para la adquisición de datos y el procesamiento de textos. La «conexión en red» a través del bus IEEE-488 también fue un fuerte argumento para el éxito comercial. A principios de la década de 1980, se habían vendido mucho más de 100.000 unidades.
La placa base de la serie 8000 (hasta la 8096) contenía RAM dinámica de hasta 32 KB, así como una parte del video, que por primera vez tenía su propio chip de video, el 6545 (idéntico al Motorola 6845, que también se utilizó en la placa IBM-CGA y todavía se incluye en los chips gráficos actuales como una funcionalidad parcial). Usando jumpers, la RAM de video se podía reconfigurar entre 40 y 80 columnas para que esta placa también se pudiera usar en las versiones FAT de la serie 4000. De lo contrario, la placa base era en gran medida idéntica a la de la serie 3000. El 8296 tenía una placa base nueva con 128 KB de RAM incorporada.
El 8096-SK fue una solución provisional porque el 8296 no se terminó tan rápido como estaba previsto. La antigua placa 8032 solo encaja en la nueva carcasa girándola 90°. Sin embargo, después de eso, todas las conexiones periféricas en forma de enchufes de placa de circuito estaban en los lugares incorrectos, por lo que los cables adicionales tenían que ser enrutados desde los enchufes de la placa de circuito a los conectores accesibles desde el exterior dentro de la carcasa.
Esta serie de computadoras continúa en la misma arquitectura básica con los modelos CBM 500, CBM 600 y CBM 700, todos de la serie Commodore CBM-II.